# Breakthrough Prize in Mathematics
Breakthrough Prize in Mathematics – nagroda naukowa w dziedzinie matematyki, przyznawana corocznie od 2015 roku, jednej lub kilku osobom. Jej laureaci otrzymują statuetkę oraz 3 miliony dolarów. 
Komitet selekcyjny, złożony z dotychczasowych laureatów Breakthrough Prize in Mathematics, przyznaje także do trzech New Horizons Prize i Maryam Mirzakhani New Frontiers Prize. Pierwsza z tych nagród (jej wysokość to 100 tysięcy dolarów) przyznawana jest od 2016 roku i przeznaczona jest dla osób, które są do 10 lat po doktoracie, natomiast drugą (w wysokości 50 tysięcy dolarów) honorowane są od 2021 roku kobiety ze stopniem doktora uzyskanym w ostatnich dwóch latach.

## Nagrodzeni Breakthrough Prize in Mathematics[2][3]
- 2015: Simon Donaldson, Maxim Kontsevich, Jacob Lurie, Terence Tao, Richard Taylor
- 2016: Ian Agol
- 2017: Jean Bourgain
- 2018: Christopher Hacon, James McKernan
- 2019: Vincent Lafforgue
- 2020: Alex Eskin
- 2021: Martin Hairer
- 2022: Takuro Mochizuki
- 2023: Daniel A. Spielman
- 2024: Simon Brendle

## Nagrodzeni New Horizons Prize[2][4]
- 2016: André Arroja Neves, Larry Guth
- 2017: Geordie Williamson, Benjamin Elias, Hugo Duminil-Copin, Mohammed Abouzaid
- 2018: Zhiwei Yun, Wei Zhang, Maryna Viazovska, Aaron Naber
- 2019: Karim Adiprasito, June Huh, Kaisa Matomäki, Maksym Radziwill, Chenyang Xu
- 2020: Emmy Murphy, Tim Austin, Xinwen Zhu
- 2021: Bhargav Bhatt, Aleksandr Logunov, Song Sun
- 2022: Aaron Brown, Sebastian Hurtado Salazar, Jack Thorne, Jacob Tsimerman
- 2023: Ana Caraiani, Ronen Eldan, James Maynard
- 2024: Roland Bauerschmidt, Michael Groechenig, Angkana Rüland

## Nagrodzone Maryam Mirzakhani New Frontiers Prize[2][5]
- 2021: Nina Holden, Urmila Mahadev, Lisa Piccirillo
- 2022: Sarah Peluse, Hong Wang, Yilin Wang
- 2023: Maggie Miller, Jinyoung Park, Vera Traub
- 2024: Hannah Larson, Laura Monk, Mayuko Yamashita